# جون مونتجومري (سياسي)
جون مونتجومري (بالإنجليزية: John Montgomery)‏ هو قاضي وسياسي أمريكي، ولد في 1722 في مملكة أيرلندا، وتوفي في 3 سبتمبر 1808.